# Полиция Квебека
Поли́ция Квебе́ка (фр. Sûreté du Québec) — полицейские силы в канадской провинции Квебек. Главное управление Полиции Квебека расположено на улице Партене в Монреале. Численность служащих в полиции — 5269 человек.
Главной функцией полиции Квебека является контроль за применением законов провинции, некоторых местных муниципальных законов, уголовного кодекса и многих других законов Квебека и, в случае необходимости, содействие муниципальным полицейским силам. Например, сотрудники полиции по закону могут также действовать в качестве агентов по охране лесов. Полиция Квебека также отвечает за предоставление услуг муниципальной полиции муниципалитетам провинции, в которых не организована муниципальная или областная полицейская служба. По закону к ним относятся муниципалитеты с населением менее 50 000 человек. Полиция представлена в основном в сельских и пригородных районах. Полиция также патрулирует провинциальные шоссе. Кроме того, полиция Квебека может расследовать любое происшествие, связанное с правонарушением, совершённым муниципальным полицейским органом, или когда вмешательство полиции повлекло смерть человека.
В начале 2000-х годах в структуру полиции вошло много небольших полицейских служб (например, в Драммондвилле и Сент-Иасенте).

## История
1 февраля 1870 года квебекским провинциальным правительством была создана Police provinciale du Québec под руководством её первого комиссара, судьи Пьер-Антуана Дусе. Это новое формирование заняло штаб-квартиру городской полиции Квебека, которая при этом упразднялась, однако в 1877 году была воссоздана.
В 1900 году были созданы две отдельные полицейские организации: Бюро провинциальных детективов Монреаля, в ответ на волну преступлений в этом городе, и Финансовая полиция, чья миссия заключалась во взимании налогов. В 1902 году правительством было принято решение, что провинциальная полиция должна управляться не судьёй, а офицером полиции. Первым главой, выбранным из рядов полиции, стал Огастин Маккарти.
В 1922 году было открыто две штаб-квартиры: одна в городе Квебеке под руководством Маккарти и одна в Монреале, которую возглавил Дьедонне Даниель Лоррен. Тогда же Бюро провинциальных детективов Монреаля вошло в состав общей провинциальной полиции. В квебекском отделении служило 35 полицейских и 2 детектива.
В 1925 году полицейские стали патрулировать свои участки на мотоциклах.

## Происшествие в Монтебелло
В августе 2007 года полиция Квебека признала, что среди протестующих на митингах ТБП на Монтебелло в 2007 г. находились её тайные агенты. Это заявление было сделано после широкого распространения в канадских СМИ и на YouTube видео  Архивная копия от 7 мая 2017 на Wayback Machine, снятого протестующими. Несмотря на частое использование тайных агентов на подобных протестах, это видео вызвало споры, главным образом, из-за того, что один из офицеров был показан с камнем в руке, что навело некоторых на мысль, что полиция действовала в качестве провокаторов, подстрекающих к насилию.

## Система распознавания номерных знаков (СРНЗ)
Полиция Квебека использует СРНЗ с 2009 г. Целью СРНЗ является повышение безопасности на улицах и шоссе путём устранения транспортных средств, которые не могут находиться на дороге. База данных с рабочим списком номеров может содержать:
- незарегистрированные номера (не оплаченные в ДТС)
- краденые транспортные средства
- транспортные средства, использовавшиеся для похищения детей
- транспортные средства, разыскиваемые полицией

СРНЗ установлена на 10 транспортных средствах полиции Квебека. Интегратором СРНЗ является Gtechna. Gtechna — разработчик программного обеспечения, предназначенного, главным образом, для выдачи выписок и управления. Он интегрирует технологии миссии, например распознавание номерных знаков, для модернизации контроля за нарушениями дорожного движения и парковки автомобилей.

## Главы и генеральные директора
- Пьер-Антуан Дусе (1870—1877)
- Жан-Батист Амио (1877—1878)
- Александр Шово (1880—1899)
- Огастин Маккарти (1902—1932)
- Дьедонне Даниель Лоррен (1922—1928)
- Морис-Шарль Лалонд (1929—1936)
- Филип Обе (1936—1937)
- Филип-Огюст Пьюз (1937—1940)
- Марсель Габури (1940—1944)
- Жозеф-Поль Ламарш (1944—1950)
- Илер Борегар (1954—1960)
- Жозафа Брюне (1960—1965)
- Ж. Адриен Робер (1965—1968)
- Морис Сен-Пьер (1969—1973)
- Поль-А. Бенуа (1973—1974)
- Жак Бодуэн (1974—1988)
- Робер Лавинь (1988—1995)
- Серж Барбо (1995—1996)
- Ги Куломб (1996—1998)
- Флоран Ганье (1998—2003)
- Норман Пру (2004 — 30 июня 2008)
- Ришар Дешен (с 1 июля 2008)

## Районы
- Низовья Святого Лаврентия — Гаспези — Острова Мадлен
- Сагеней — Озеро Сен-Жан
- Капиталь-Насьональ — Шодьер-Аппалачи
- Мориси — Центр Квебека
- Эстри
- Монреаль — Лаваль — Лаврентиды — Ланодьер
- Оттава
- Абитиби-Темискаминг — Север Квебека
- Кот-Нор
- Монтережи

## Звания
Отличительные знаки званий Полиции Квебека прикрепляются к рукавам на эполеты форменных пиджаков или на заплечики рубашек.
- Сержант
- Лейтенант
- Капитан
- Инспектор
- Старший инспектор
- Заместитель директора
- Генеральный директор ПК

## Парк
Автомобили:
- Полицейский перехватчик Ford
- Chevrolet Impala
- Dodge Charger (LX)
- Volkswagen New Beetle
- Chevrolet Caprice — выбыли
- Plymouth Fury — выбыли
- Chevrolet Bel Air — выбыли
- Ford LTD (Северная Америка) — выбыли

Грузовые автомобили:
- Dodge Dakota
- Ford E-250
- Ford F-350
- Ford F-450
- Пикап Dodge Ram 2500

Мотоциклы:
- Полицейский мотоцикл BMW
- Велосипеды Mikado

Специальные автомобили:
- Командный пункт Prevost Car
- Бронированный грузовой автомобиль Hummer H1
- Вспомогательный автобус International 7500
- БТР

Авиация:
- Bell 206
- Bell 206 LT
- Bell 412

Море:
- Патрульный катер Doral
- Bombardier Sea-doo

Бездорожье:
- Аэросани Bombardier Ski-doo
- Вездеход Grizzly

Другое:
- Гольф-карт
- Подметально-уборочная машина